# Kobylské jezero
Der Kobylské jezero (deutsch Kobyler See,  auch Kobiler See, Kobelser See) war ein See in Südmähren, Tschechien. Er wurde 1835 trockengelegt.

## Geographie
Der See befand sich im Talkessel der Trkmanka zwischen Kobylí, Brumovice, Terezín und Krumvíř. Der ursprüngliche See hatte eine Ausdehnung von 10 km² und eine Tiefe von zehn Metern. Östlich davon lag der Czeiczer See (Čejčské jezero). Gespeist wurde der Kobyler See durch die Trkmanka und ihre heutigen Zuflüsse Spálený potok, Haraska und Čejčský potok. Er wurde später in mehrere Fischteiche aufgeteilt, die eine Länge von vier und eine Breite von zwei Kilometern hatten.

## Geschichte
Es wird angenommen, dass der Kobyler See, wie auch der Czeiczer See natürlichen Ursprungs waren und während des Holozäns entstanden sind. Es handelte sich um Brackwasserseen, in deren Umgebung keine Salzauswaschungen vorkommen.
Erstmals schriftlich erwähnt wurde er im Jahre 1464, als Heinrich von Leipa eine Klage gegen Čeněk von Kunstadt und Bojanowitz und Smil von Melice und Zborovice wegen unberechtigter Fischerei in seinem Teich führte.
1527 verpfändete Johann von Leipa wegen finanzieller Probleme den Kobylské jezero für 500 Gulden an das Kloster Obrowitz. Im Jahre 1600 erwähnte der mährische Landesmediziner Tomáš Jordán den See in seinen Schriften. In der Comenius-Karte von Mähren aus dem Jahre 1627 ist er neben dem Czeiczer See (Čejčské jezero) eingezeichnet.
Der Besitzer der Herrschaft Göding, Zdeněk Žampach von Potštejn, ließ 1637 in Erwartung einer großen Fischernte den ganzen See ab. Die Aktion erwies sich als ein Misserfolg, die Fangmenge während der sechswöchigen Ablassung lag deutlich unter den Erwartungen, die meisten Fische verendeten im Morast. Nachfolgend lag der See infolge mehrerer Dürrejahre, die die Zuflüsse teilweise versiegen ließen, fast trocken. Als die ausgetrocknete Senke ab 1640 als Weideland genutzt werden sollte, vergruben die Untertanen zunächst aus Furcht vor Krankheiten über mehrere Tage die Reste der verendenden Fische. Ab 1650 wurde der Teich nach niederschlagreichen Jahren wieder gefüllt. Tomáš Pešina z Čechorodu beschrieb den See 1663 im Prodromus moravographiae. Im Urbar der Herrschaft Göding von 1691 wurde der mit Karpfen, Hechten, Schleien und Karauschen besetzte See einschließlich des darunterliegenden herrschaftlichen Fischhauses und der Hälter durch Friedrich von Oppersdorff mit einem jährlichen Mindestertrag von 1000 Gulden angegeben. Die Liechtensteiner verpachteten die Fischerei im 18. Jahrhundert an die Familie Otáhal, die die geräucherten Fische größtenteils an die Podivíner Juden verkaufte. In der Beschreibung der Allodialherrschaft Göding von 1793 ist der See mit einer Fläche von 672 Joch und 312 Klaftern angegeben. Der Olmützer Professor Christoph von Passy bezeichnete den See 1797 als größten See in Mähren.
1774 wurde an seinem östlichen Ufer die neue Siedlung Theresiendorf angelegt. Diese wurde 1796 wegen ständiger Überflutungen und schlechten Wassers 400 Meter nach Süden verlegt.
Etwa um 1823/1824 wurde der Czeiczer See trockengelegt. Infolge der anhaltenden Dürren in den Jahren 1830 und 1831 wurde die Fischzucht im Kobyler See aufgegeben und der teils ausgetrocknete See abgelassen. Die Senke wurde ab dem Frühjahr 1835 entwässert und trockengelegt. Der alte Abzugsgraben und der Mlýnský potok bei Ostrůvek wurden 1836 verfüllt. Die Fläche des Sees wurde in Ackerland verwandelt, auf dem vorwiegend Zuckerrüben angebaut wurden.